# Chiesa di San Silvestro al Ponte d'Argenna
La chiesa di San Silvestro era un edificio di culto cattolico, ora in ruderi, situato nella località Ponte d'Argenna, nel comune di Barberino Tavarnelle in provincia di Firenze.

## Storia
La località Argenna viene citata in un documento del 998 relativo al possesso in loco di un podere del marchese Ugo II di Toscana. In quell'anno tale podere venne donato all'Abbazia di Marturi.
La prima documentazione scritta relativa alla chiesa però risale alla fine del XIII secolo e riguarda le decime. Si trattava di un popolo poverissimo, tanto che nel 1298 e nel 1299 non fu neanche in grado di pagare il tributo, mentre nel 1296 e nel 1303 pagò soltanto 2 lire e 5 soldi.
Nessuna notizia per i secoli seguenti. Un documento informa che nel 1788 la chiesa era ancora officiata e viene descritta come circondata da cipressi.
Nel XIX secolo venne unita alla pieve e ridotta a oratorio privato.
L'edificio fu gravemente danneggiato nel luglio del 1944 durante la seconda guerra mondiale e non più ripristinato.

## Descrizione
I ruderi dell'edificio della chiesa di San Silvestro sorgono isolati lungo una via selciata di probabile origine medioevale.
Costruito sopra un affioramento di calcare, dell'edificio sopravvivono solo due dei quattro muri perimetrali, muri già ampiamente rimaneggiati nel corso del tempo.
I resti della facciata fanno propendere per una tipologia a capanna; rimane parte del lato destro e parte del portale di accesso che doveva essere architravato con mensole convesse.
Nelle muro meridionale, rinforzato da una scarpa di sostegno, si apriva, nella zona presbiteriale, un portalino tamponato. Al di sopra di esso si trova una finestra in calcare cavernoso dalla forma circolare. Da un saggio di scavo è riaffiorato parte del pavimento in terracotta.
Nella zona absidale si trova il campanile a vela monoforo.

## Bibliografia

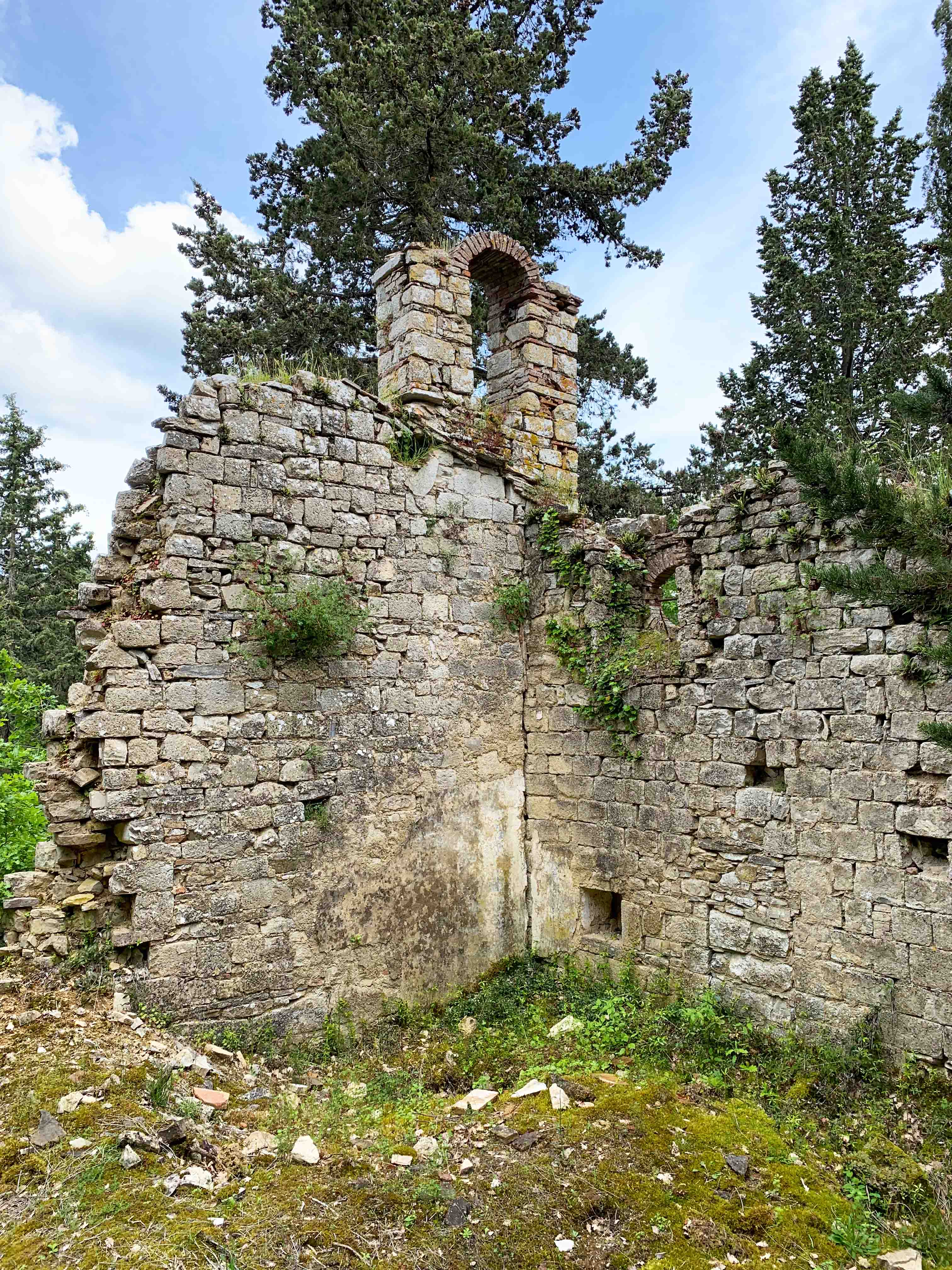
Veduta absidale